# Chính phủ Imad Khamis
Chính phủ Imad Khamis là chính phủ Syria thứ sáu được thành lập dưới thời Tổng thống Bashar al-Assad với Imad Khamis là Thủ tướng. Nội các này được thành lập vào ngày 3 tháng 7 năm 2016 sau cuộc bầu cử quốc hội năm 2016. Chính phủ này là chính phủ thứ 94 kể từ khi Syria giành được độc lập từ Đế quốc Ottoman vào năm 1918 và là chính phủ thứ sáu dưới thời Tổng thống Bashar al-Assad. Ngày 11 tháng 6 năm 2020, Bashar al-Assad đã sa thải Khamis và chọn Hussein Arnous lên thay thế chức Thủ tướng do hậu quả từ cuộc khủng hoảng kinh tế của đất nước dưới thời Khamis.